# 日本とジャマイカの関係
日本とジャマイカの関係（英語: Jamaica–Japan relations）では、日本とジャマイカとの関係について記述する。日本とジャマイカは1964年に正式に国交を樹立した。

## 概要
日本国政府は、ジャマイカがイギリスから独立した1963年に国家承認を行ない、1964年3月に両国間における正式な国交を樹立し、2014年には、国交樹立50周年を迎えた。2015年現在、両国は互いの首都にそれぞれ、日本がキングストンに、ジャマイカが東京に大使館を開設している。特にコーヒーは両国のつながりを保つ役割を果たしてきた。

## 歴史
日本とジャマイカの二国間関係の歴史は、第二次世界大戦後に始まり、同じ北アメリカ地域のアメリカやカナダ、メキシコと比べてまだ新しい。1953年、二国間においてまだ国交が樹立されていない当時、日本の民間企業はジャマイカよりコーヒーを輸入しはじめ、コーヒーが両国を取り持つ媒体となった。1962年8月6日、ジャマイカはカリブ海におけるイギリス領植民地の中で初めて独立を果たし、同日、日本国政府より独立国家として承認される。1964年3月に二国間は外交関係を樹立する。
ジャマイカは、1989年2月に成立したマイケル・マンリー首相が日本への関係の強化を打ち出し、翌1990年東京に駐日名誉領事館を設置し、1992年2月17日に名誉総領事館を昇格する形で駐日大使館を開き、1996年6月10日、神戸に名誉領事館を設置した。日本国政府は1995年1月にジャマイカの首都キングストンに大使館を設置した。1997年には秋篠宮夫妻が皇族として初めてカリブ・ジャマイカを訪問し、2015年10月、安倍晋三は日本国首相として初めてジャマイカを訪問した。一方で、1998年にはP・J・パターソン首相がジャマイカ首相として初めての公式実務訪問賓客として日本を訪問した。
2015年現在においても、ポーシャ・シンプソン＝ミラー・ジャマイカ国首相と安倍晋三日本国首相は三度にわたり首脳会談を持つなど、両国の関係は大変に良好である。

## 要人往来

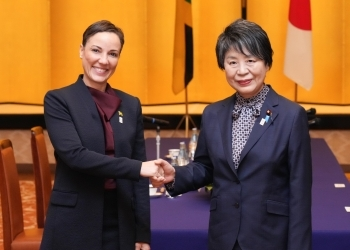
日・ジャマイカ外相会談（2024年2月）

1985年にエドワード・シアガ首相が日本を訪問する。その後もジャマイカからはほぼ毎年、首相ないし閣僚級議員が訪日している。2000年11月には東京で第1回日・カリコム外相会議が開かれ、ロバートソン外相が来日し、2010年9月に第2回日・カリコム外相会議出席のためケネス・ボー・ジャマイカ元副首相兼外務・外国貿易相が、2014年11月に第4回日・カリコム外相会議出席のためニコルソン外相がそれぞれ来日した。
2015年10月、日本国首相として初めてジャマイカを訪問した安倍首相とポーシャ・シンプソン＝ミラー・ジャマイカ国首相が会談し、G4の常任理事国入りなどの国際連合における国際連合安全保障理事会改革や海における法の支配の強化などの課題をカリブ共同体と共に両国間の関係強化を築いていくことで解決していくことを確認した。日本の国会内では、日本・ジャマイカ友好議員連盟が結成されており、日本の閣僚経験者として初めてジャマイカを訪れた平沼赳夫が議長を務めている。

## 軍事
2014年7月、海上自衛隊が日本の自衛隊として初めてジャマイカを訪問した。日本とジャマイカの自衛隊音楽隊による合同の吹奏楽コンサートも開催された。

## 経済
| 年度 | 対日輸出額 | 対日輸入額 | 貿易支出 |
| ---- | ---------- | ---------- | -------- |
| 2007 | 28.6       | 175.8      | -147.2   |
| 2008 | 29.0       | 154.1      | -125.1   |
| 2009 | 33.6       | 84.0       | -50.4    |
| 2010 | 18.8       | 95.0       | -76.2    |
| 2011 | 20.3       | 142.7      | -122.4   |
| 2014 | 15.2       | 143.5      | -128.3   |

日本は、全対日本輸出量の85%にあたるコーヒーを、また全対日本輸出量の10%にあたるラム酒をジャマイカより輸入している。このコーヒーは、ジャマイカの全コーヒー輸出量の80%強を占め、日本国内において、ブルーマウンテンコーヒーとして認知され消費されている。1981年には日本の民間企業として初めてのジャマイカにおけるコーヒー農園が経営され始めた。日本はコーヒーやアルコール以外にも音楽レコードやCD、香辛料なども買い付けている。一方でジャマイカは、日本から自動車や機械製品を輸入し、2007年にはジャマイカの電力公共サービスに貢献を行なっている。ジャマイカにおける自動車の約90%が日本からの輸入車であり、2005年には9,000台を超える中古車が輸入された。他にも日本からはコピー機や家電製品、鉄鋼などの製品も輸入されている。

### 経済協力
ジャマイカは日本からのJICAなどからのさまざまな経済援助を受けている。ひとつは、日本のNGOによる経済資金提供が1995年から2013年までに合計80案件560万アメリカドルが供与された。またもうひとつは、日本は2013年における開発援助委員会における五番目のジャマイカへの援助国であり、2012年までの有償資金協力が534.21億円、無償資金協力が16.33億円が技術協力が86.33億円となっている。

## 文化
2020年現在、在日ジャマイカ人は961人、在ジャマイカ日本人は188人を数える。
2004年国交樹立40周年を記念して開催された第一回ワンラブジャマイカフェスティバルが東京の代々木公園で行われ、延べ三万人以上の観客たちがレゲエなどのジャマイカの音楽に触れた。2014年に国交樹立50周年を記念し、東京では「JAPAN JAMAICA Festival 2014」と銘打ったスポーツや音楽の祭典が、キングストンでも記念行事の祭りが開催された。

## 外交使節

### 駐日ジャマイカ大使館
- 住所：東京都港区元麻布二丁目13-1
- アクセス：東京メトロ南北線/都営地下鉄大江戸線麻布十番駅4番出口、もしくは東京メトロ日比谷線広尾駅3番出口

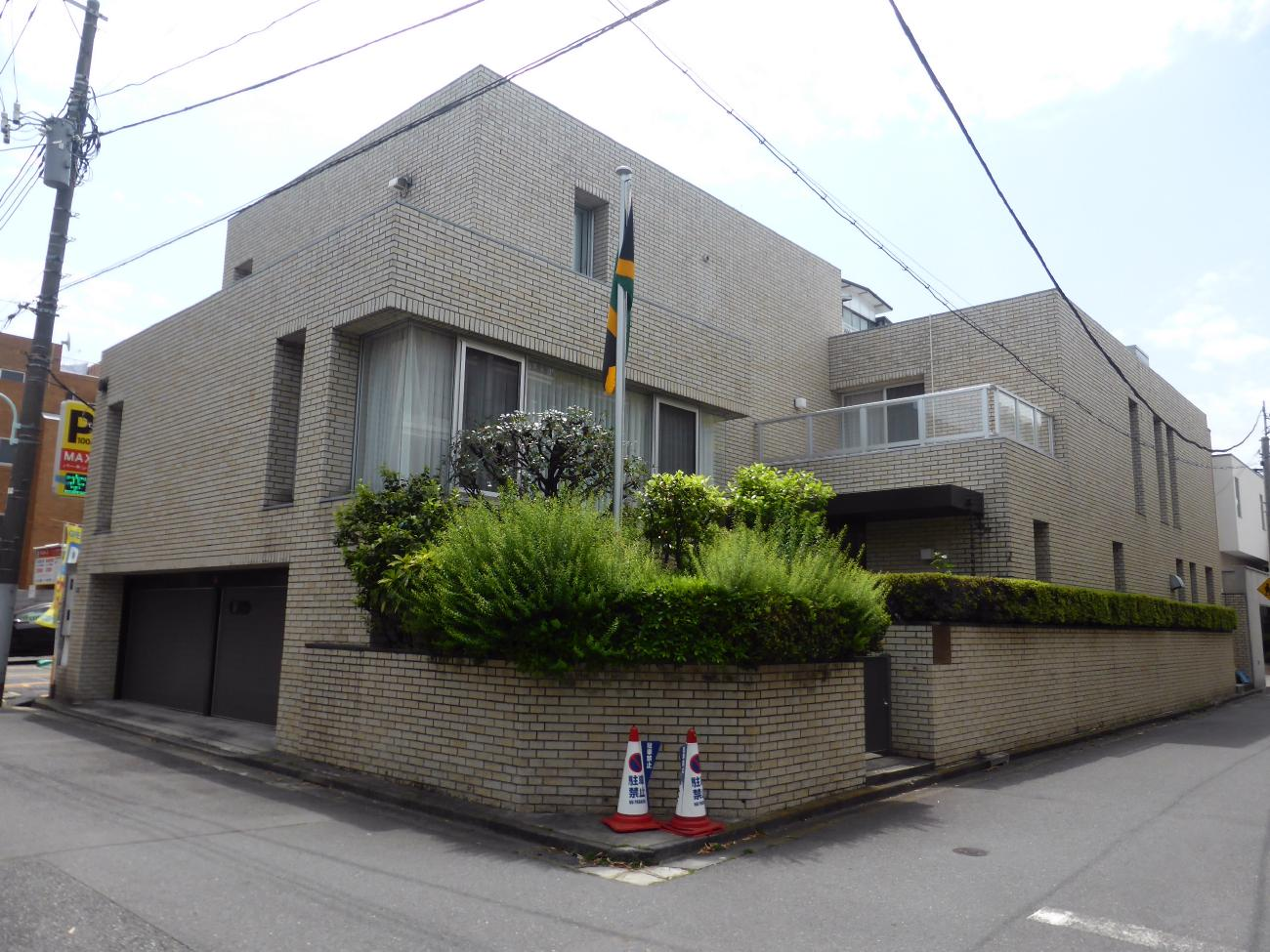
ジャマイカ大使館全景
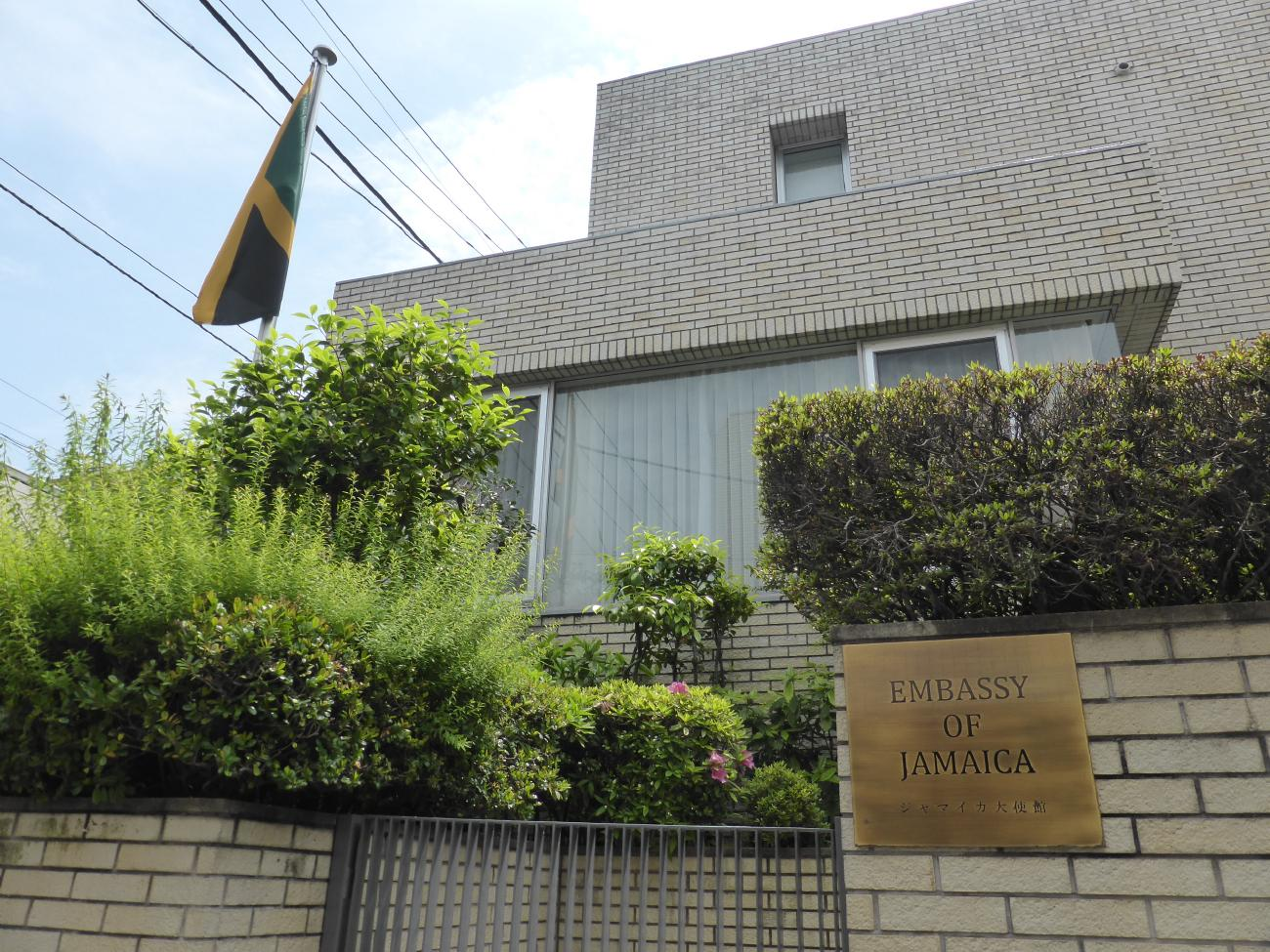
ジャマイカ大使館表札と国旗

#### 駐日ジャマイカ大使
1. デリック・ヘヴン（1992～1994年、信任状捧呈は4月6日[13]）
2. アール・アレクサンダー・カー（1994～2003年、信任状捧呈は6月23日[14]）
  - （臨時代理大使）ジョン・マクスウェル・クラーク（2003年）
3. ポール・アンソニー・ロボサム（2003～2007年、信任状捧呈は10月21日[15]）
  - （臨時代理大使）アンジェラ・ローズ＝ハウエル（2007～2009年）
4. クローディア・セシール・バーンズ（2009～2013年、信任状捧呈は3月12日[16]）
  - （臨時代理大使）ヤニーク・タニヤ・ベント（2013年）
5. クレメント・フィリップ・リカード・アリコック（2013～2020年、信任状捧呈は9月5日[17]）
  - （臨時代理大使）ヴォンロイ・クワン・ロチェスター（2020年）
6. ショーナ＝ケイ・マリー・リチャーズ（2020年～、信任状捧呈は10月7日[18]）